# Caledothele
Caledothele Raven, 1991 è un genere di ragni appartenente alla famiglia Euagridae.

## Distribuzione
Delle 7 specie note di questo genere ben 5 sono endemismi della Nuova Caledonia, e 1 dello Stato di Victoria.

## Tassonomia
Per la determinazione delle peculiarità di questo genere, l'aracnologo Robert John Raven prese come specie tipo alcuni esemplari di Stenygrocercus australiensis da lui stesso rinvenuti nel 1984. Dal 1991 non vi sono notizie di ulteriori rinvenimenti delle specie di questo genere.
Attualmente, a giugno 2012, si compone di 7 specie:
- Caledothele annulatus (Raven, 1981) — Nuova Caledonia, Isole della Lealtà
- Caledothele aoupinie Raven, 1991 — Nuova Caledonia
- Caledothele australiensis (Raven, 1984)[2] — Victoria
- Caledothele carina Raven, 1991 — Nuova Caledonia
- Caledothele elegans Raven, 1991 — Nuova Caledonia
- Caledothele tonta Raven, 1991 — Nuova Caledonia
- Caledothele tristata Raven, 1991 — Nuova Caledonia